# Епіфаній (Дімітріу)
Епіфа́ній (грец. Επιφάνιος, світське ім’я — Георгій Дімітріу, грец. Γεώργιος Δημητρίου; нар. 12 січня 1963 , Комнінаd, Фтіотида ) — вікарний єпископ Православної церкви України з титулом Ольвійський, який опікується грецькою православною діаспорою України. Хіротонізований 26 травня 2019 року. До цього був священнослужителем Дімітріадської митрополії Елладської православної церкви і ченцем Святої Гори Афон. Є першим архієреєм Православної церкви України, висвяченим після надання Томосу.

## Життєпис
Епіфаній (Димитріу) був кліриком та проповідником Димітріадської митрополії Елладської православної церкви, а також активно співпрацював із Константинопольським патріархатом у справі відродження діяльності Халкінської богословської школи.
У 2000 році рішенням Священного синоду УПЦ КП був обраний на єпископа для грекомовних православних громад України.
У 2009 році був одним із кандидатів під час вибору Священним синодом Елладської православної церкви вікарного єпископа Арголідської митрополії.
24 травня 2019 року рішенням Священного синоду Православної церкви України був обраний для хіротонії на єпископа Ольвійського, вікарія Предстоятеля Православної церкви України. Ольвія — це назва давньогрецької колонії, заснованої вихідцями із Мілета на південь від сучасного Миколаєва. 
25 травня 2019 року у Михайлівському Золотоверхому монастирі відбувся чин наречення архімандрита Епіфанія на єпископа Ольвійського.
26 травня 2019 року там же відбулася архієрейська хіротонія єпископа Епіфанія (Дімітріу), яку очолив митрополит Київський Епіфаній (Думенко), якому співслужили: митрополит Галльський Еммануїл (Адамакіс) (Константинопольський патріархат), митрополит Львівський Макарій (Малетич), митрополит Адріанупольський Амфілохій (Стергіу)  (Константинопольський патріархат), митрополит Вінницький і Барський Симеон (Шостацький), митрополит Миколаївський і Богоявленський Володимир (Ладика), митрополит Хмельницький і Кам’янець-Подільський Антоній (Махота), митрополит Львівський і Сокальський Димитрій (Рудюк), митрополит Черкаський і Чигиринський Іоан (Яременко), архієпископ Тернопільський і Кременецький Нестор (Писик), архієпископ Чернігівський і Ніжинський Євстратій (Зоря), архієпископ Вишгородський Агапіт (Гуменюк), єпископ Володимир-Волинський і Турійський Матфей (Шевчук), єпископ Дніпровський і Криворізький Симеон (Зінкевич), єпископ Тернопільський і Теребовлянський Павло (Кравчук), єпископ Харківський і Богодухівський Митрофан (Бутинський), єпископ Житомирський і Овруцький Паїсій (Кухарчук), єпископ Херсонський і Каховський Борис (Харко), єпископ Одеський і Балтський Павло (Юристий), єпископ Васильківський Лаврентій (Мигович), єпископ Шепетівський Адріан (Кулик), єпископ Білогородський Іоан (Швець).
28 травня 2019 відбувся візит єпископа Ольвійського Епіфанія (Дімітріу) до Вселенської Патріархії.
31 травня 2019 зустрівся з митрополитом Фтіотидським Миколаєм у приміщенні Фтіотидської митрополії Елладської церкви. Митрополит Фтіотидський побажав новопоставленому архієрею довгого та плідного архіпастирського служіння та подарував єпископу панагію.
29 серпня 2021 єпископ Епіфаній (Дімітріу), у співслужінні настоятеля храму св. Миколая в Парижі архімандрита Вселенського Патріархату Олексія (Мілютіна) та диякона Єфиміана Параскевопулоса із Адріанопольської митрополії Вселенського Патріархату, звершили божественну Літургію в Андріївській церкві - ставропігії Вселенського Патріархату в Києві.

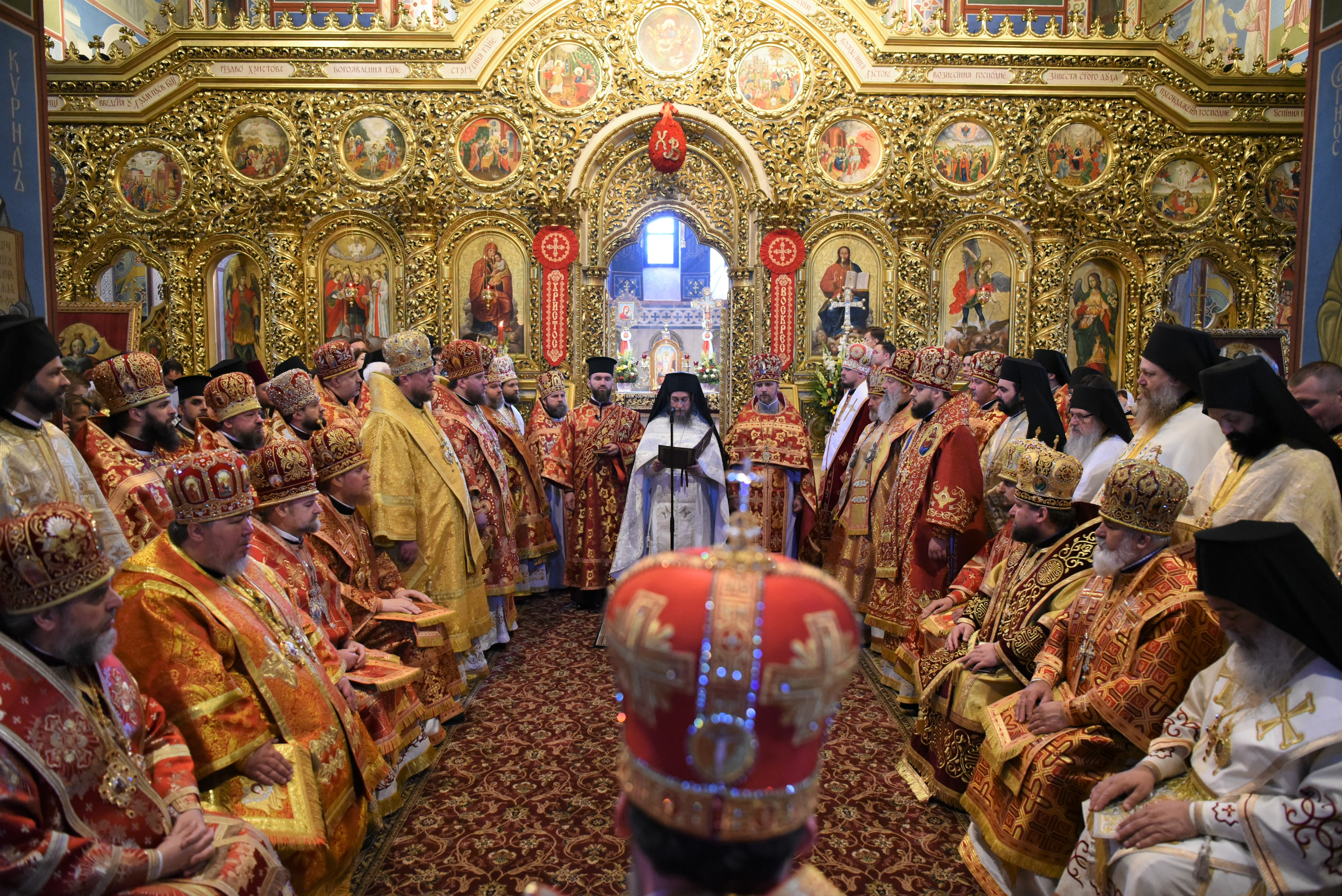
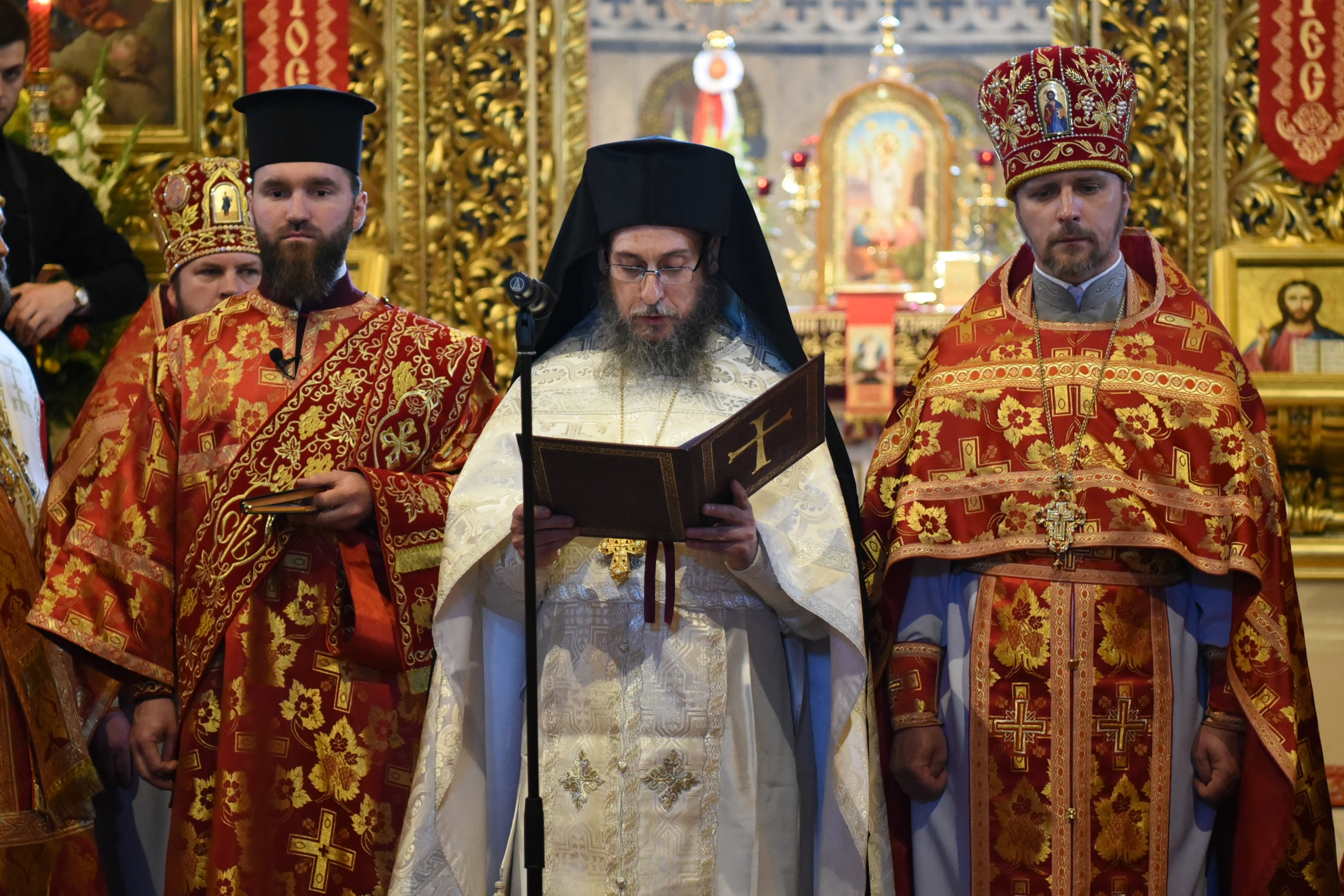
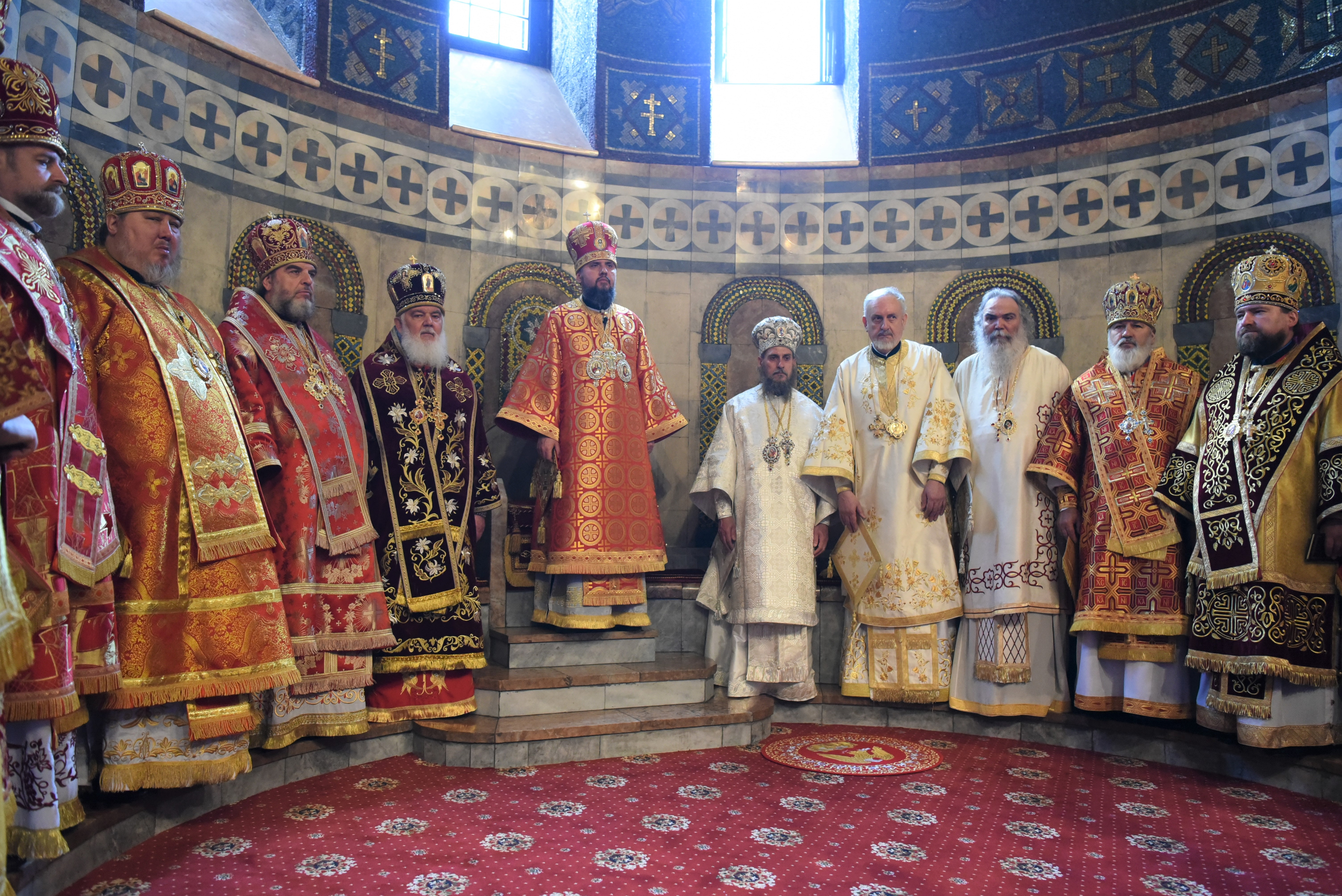
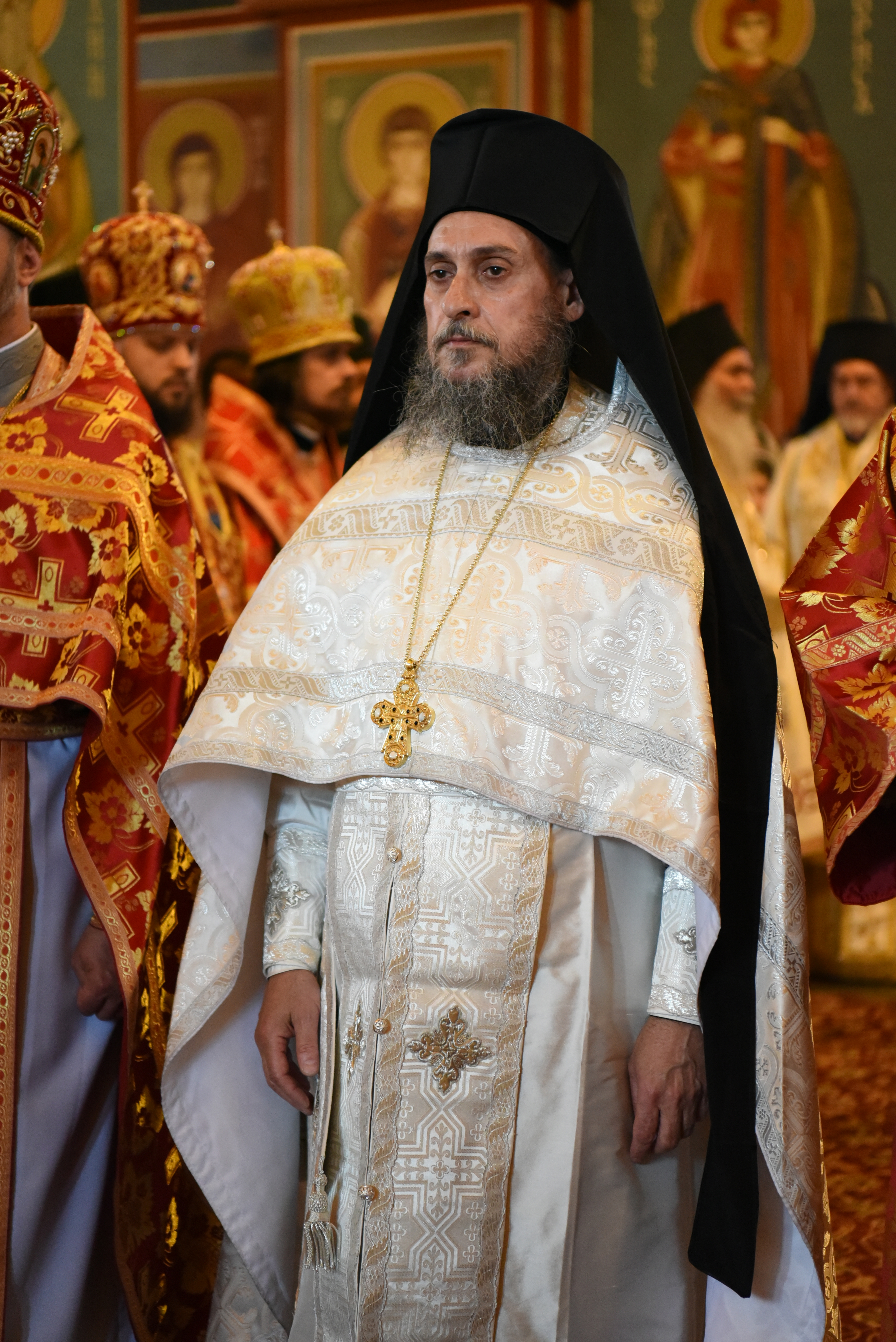
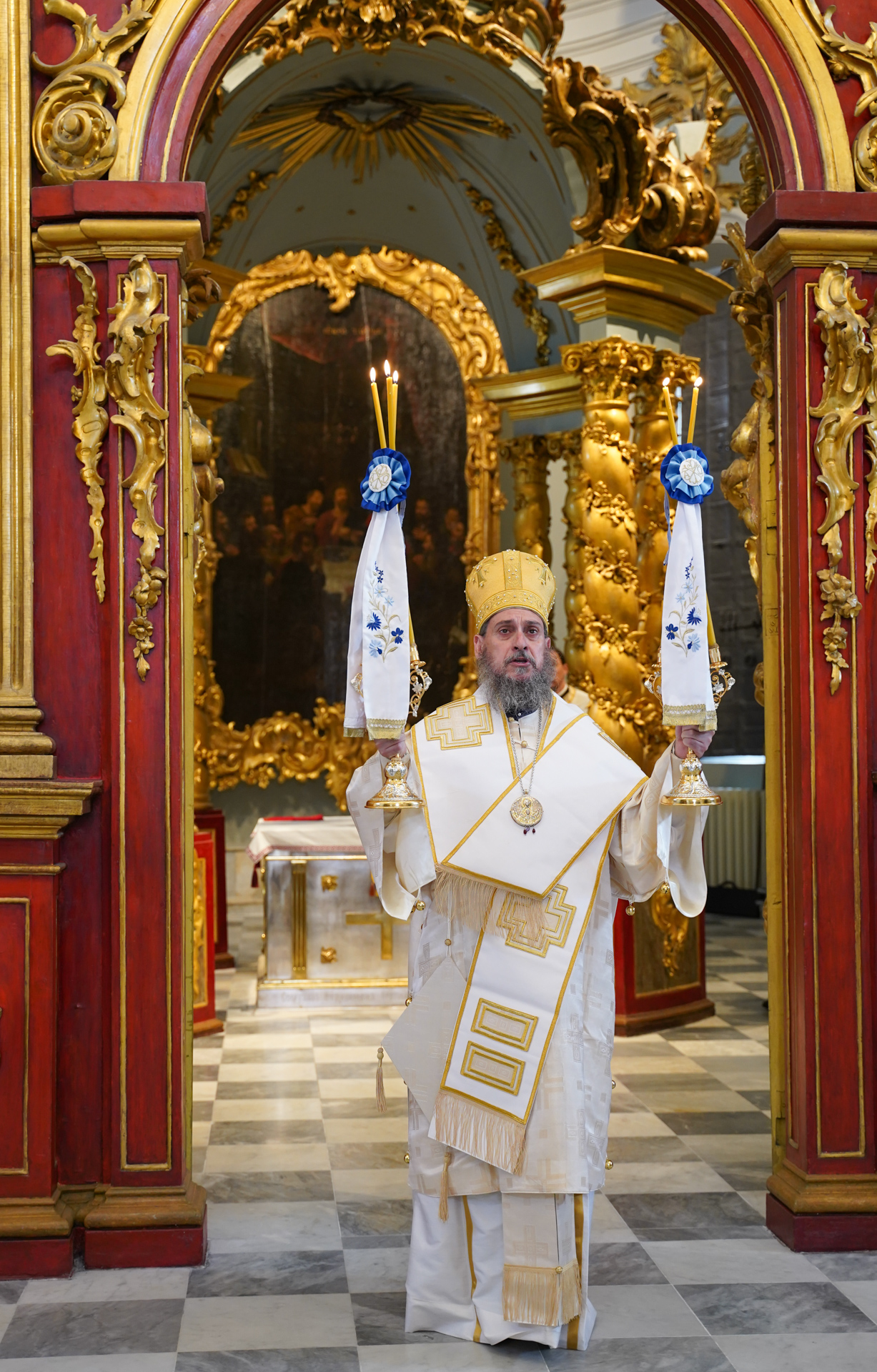